# 福岡市立室見小学校
福岡市立室見小学校（ふくおかしりつ むろみしょうがっこう）は、福岡県福岡市早良区室見にある公立の小学校。

## 住所
〒814-0015
福岡県福岡市早良区室見3丁目3-1
座標:北緯33度34分30.54秒 東経130度20分39.07秒

## 開校の経緯
福岡市立西新小学校の児童数増加を受けて、児童数1,003名、学級数17の規模で、1951年（昭和26年）に福岡市立高取小学校が分離開校したが、その後高取小学校も児童数が増え続け、昭和33年には2,000名を超えた。そのため翌1959年（昭和34年）1月5日に分離開校したのが福岡市立室見小学校である。

## 通学区域
- 福岡市早良区[3]
  - 室見2丁目 - 5丁目
  - 藤崎1丁目 - 2丁目
  - 弥生1丁目 - 2丁目

## 進学先中学校
- 福岡市立高取中学校[3]

## 交通アクセス
- 福岡市営地下鉄藤崎駅より徒歩11分(850m)
- 福岡市営地下鉄室見駅より徒歩12分(900m)
- 西鉄バス室見三丁目バス停より徒歩4分(291m)

## 児童数
全体712人(2022現在)
　男子381人(2022現在)
　女子331人(2022現在)

## 学校周辺
- 福岡市立高取中学校
- 原団地
- 金屑川
- 油山川
- 汐入川
- 福岡市立大原小学校
- 福岡市立原中央中学校
- 福岡市立原中学校
- 室見公民館
- ダイソー福岡室見店
- ザ・大黒天紅葉店(マミーズ)
- 弥生幼稚園

学校周辺の写真
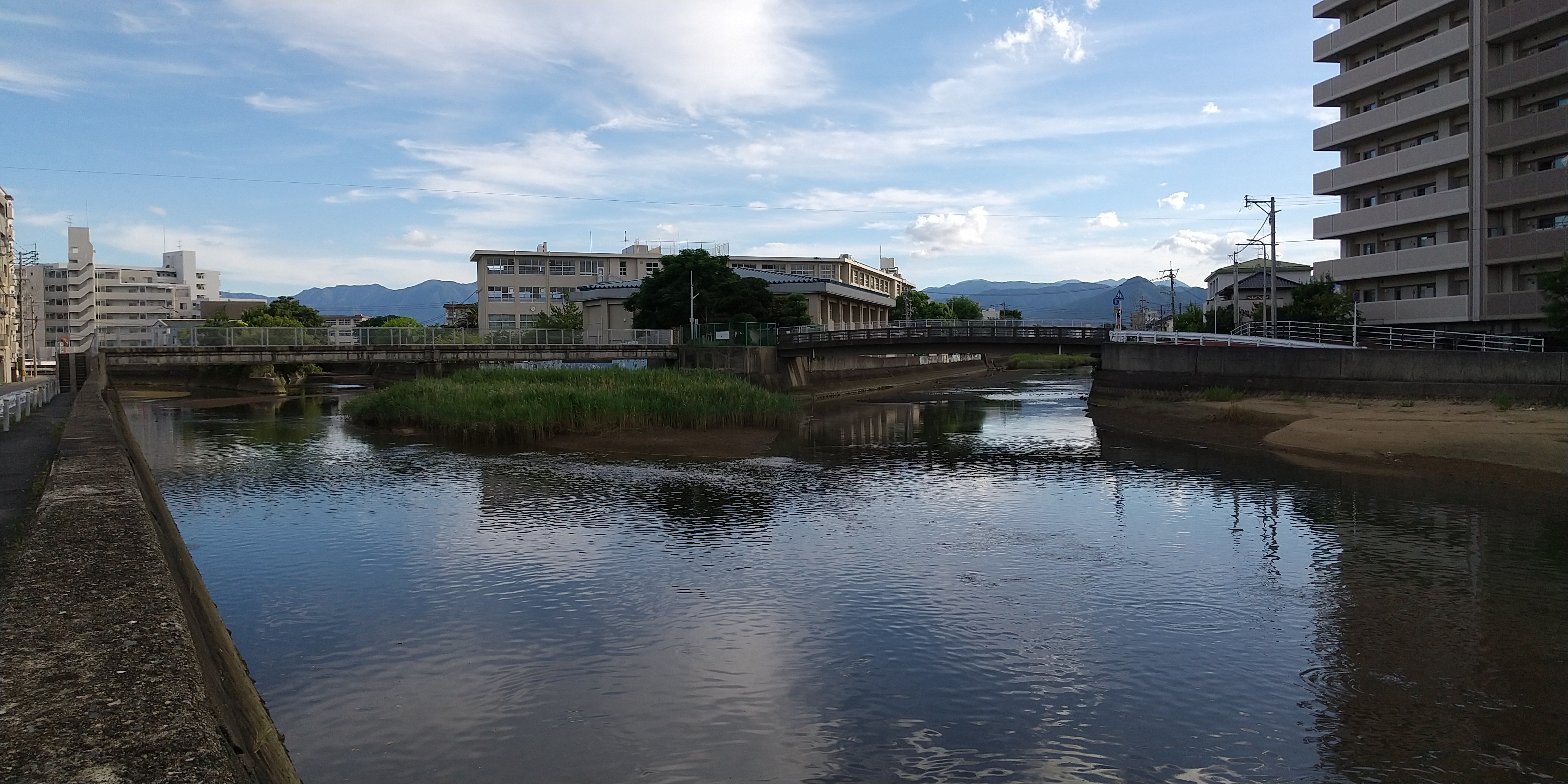
左側より汐入川、油山川及び金屑川